# Триэтаноламин
Триэтаноламин (HO-CH2CH2)3N — бесцветная жидкость, смешивается с водой во всех отношениях, слабое основание.

## Получение
В промышленности синтез триэтаноламина проводится присоединением аммиака к этиленоксиду:
{\displaystyle {\mathsf {3(CH_{2})_{2}O+NH_{3}\rightarrow (HOCH_{2}CH_{2})_{3}N}}}

## Применение
Абсорбент кислых газов, ингибитор коррозии, входит в состав мягчителей для каучука, охлаждающих жидкостей.
Триэтаноламин выступает исходным веществом в синтезе триэтаноламинтринитрата, азотистого иприта.
Также триэтаноламин является распространённым отвердителем эпоксидных смол и пропиточных компаундов. Простейший пример такого компаунда — это Д-61а, в составе которого смола ЭД-20 и триэтаноламин представлены в пропорции 100:15 по весу.